# Monts Bluestack
Les monts Bluestack (en anglais Bluestack Mountains et en irlandais Na Cruacha Gorma) sont un massif montagneux situé au sud du comté de Donegal dans l’ouest de l’Ulster en Irlande. Ce massif coupe littéralement en deux le comté en empêchant quasiment toute circulation entre le Sud du comté (Ballyshannon et Donegal) et le Nord (Letterkenny et Dungloe). La seule voie de circulation passe par le col de Barnesmore.

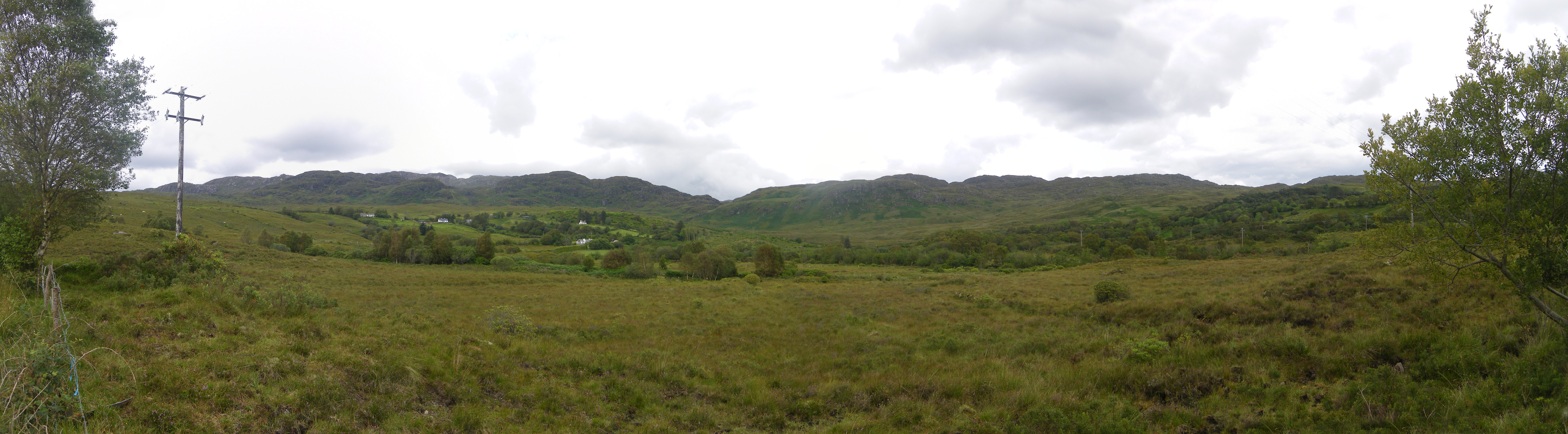
Vue des monts Bluestack depuis le nord du Lough Eske.